# Найкращий у світі Карлсон
Найкращий у світі Карлсон (швед. Världens bästa Karlsson) — шведський дитячий фільм, знятий режисером Улле Гелльбумом за мотивами книги Астрід Ліндгрен. Прем'єра у Швеції відбулася 2 грудня 1974 року. В СРСР уперше показаний у 1980 році.
Пізніше була випущена телевізійна версія фільму (під назвою «Карлсон, який живе на даху»), що складалася з 4 серій і включала епізоди, які не ввійшли у фільм. Перший показ цієї версії в Росії відбувся на телеканалі Культура в 2004 році.

## Сюжет
Семирічний хлопчик Сванте Свантессон, якого всі називають Малюком, живе у шведському місті зі своєю сім'єю і мріє про собаку. Одного разу він бачить у вікні Карлсона, товстого чоловічка з пропелером на спині, який дозволяє йому літати. Карлсон повідомляє, що живе в маленькому будиночку на даху. Між Малюком і Карлсоном виникає дружба, яка весь час ускладнюється витівками Карлсона, за які завжди доводиться відповідати Малюкові, адже Карлсон відлітає щоразу, коли хтось із дорослих заходить у кімнату. Наприкінці фільму члени сім'ї Малюка все-таки зустрічають Карлсона, але вирішують нікому про це не говорити, щоб не піднімати шуму в газетах.

## У ролях
| Актор               | Роль                          |
| ------------------- | ----------------------------- |
| Ларс Седердаль      | Малюк                         |
| Матс Вікстрьом      | Карлсон (озвучував Ян Нюгрен) |
| Катрін Вестерлунд   | мама Малюка                   |
| Стіг Оссіан Еріксон | тато Малюка                   |
| Стаффан Галлерстам  | брат Малюка Боссе             |
| Брітт Марі Несгольм | сестра Малюка Бета            |
| Нільс Лагергрен     | друг Малюка Крістер           |
| Марія Селандер      | подруга Малюка Гунілла        |
| Лоффа Карлссон      | шахрай Філле                  |
| Геста Велівора      | шахрай Рулле                  |